# رياض معسعس
رياض معسعس (1948-) صحفي وإعلامي سوري، رئيس رابطة الصحفيين السوريين سابقا.

## حياته
من مواليد سورية عام 1948، ويحمل جنسية مزدوجة فرنسية سورية، ساهم في تأسيس وتطوير العديد من المؤسسات الإعلامية التلفزيونية والإذاعية في العالم العربي وأوروبا، إضافة إلى إعداد وتقديم العديد من البرامج المتميزة التي لاقت نجاحا منقطع النظير في العالم العربي.
حائز على شهادة معهد الصحافة الفرنسي في باريس عام 1973، كما حاز على شهادة دكتوراه في العلوم البصرية من جامعة السوربون في باريس عام 1982،بعدها بسبع سنوات، أي عام 1989 حاز على شهادة دكتوراه دولة في الإعلام السياسي من نفس الجامعة، أي جامعة السوربون

## نبذة عن عمله
خاض رياض معسعس في مختلف صنوف الصحافة، مقروءها ومسموعها ومرئيها، كما يكتب وينشر مقالات ويواظب على كتابة أعمدة بشكل منتظم في العديد من الصحف والمجلات العربية :
- القناة الفرنسية الأولى: متدرب في قسم الإخراج البرامجي عام 1974.
- القناة الفرنسية الثانية: صحافي في قسم الأخبار عام 1976.
- إذاعة الشرق: رئيس تحرير الإذاعة التي يوجد مقرها في باريس، إضافة إلى الإشراف على إعداد وتقديم البرنامج الإخباري النشرة المستمرة عام 1990.
- إذاعة إم بي سي إف إم: مؤسس ومدير عام الإذاعة، معد ومقدم البرنامج الإخباري صباح رباح، لندن عام 1994.
- إذاعة سبيكتروم: مسؤول القسم العربي، معد ومقدم برنامج أحداث الساعة، لندن عام 1995.
- قناة أبوظبي الفضائية: رئيس تحرير تنفيذي، عضو مساعم في تاسيس قسم الأخبار في القناة، مقدم نشرات إخبارية، معد ومقدم برنامج أحداث الأسبوع وفي الصميم 1997
- قناة الجزيرة الفضائية: رئيس قسم المراسلين، الدوحة 2001
- إذاعة مونت كارلو الدولية: رئيس تحرير الإذاعة الفرنسية الناطقة باللغة العربية ومقرها باريس، معد ومقدم برنامج نبض الشارع، باريس 2003.
- قناة ميدي سات الفضائية: رئيس تحرير ومساهم في تأسيس القناة، طنجة 2006.
- إذاعة مرايا إف إم: رئيس تحرير ومساهم في تأسيس إذاعة الأمم المتحدة في السودان، الخرطوم 2007.
- قناة يورونيوز : رئيس القسم العربي للقناة الأوروبية الفضائية التي يوجد مقرها في مدينة ليون الفرنسية، وما يزال يزاول فيها مهامه حتى الآن.

## مهام خاصة
من خلال العمل في هذه المؤسسات الإعلامية، قام الصحافي والإعلامي رياض معسعس، بتغطية مجموعة كبيرة من الأحداث السياسية العربية والدولية، كما أنجز تغطيات صحافية لعدد كبير من المؤتمرات والقمم العربية والدولية، إضافة إلى إجراء أحاديث صحافية مطولة مع رؤساء دول عربية وأجنبية.
انشغالات رياض معسعس المهنية، لم تمنعه من مواصلة تلقين ما راكمه من تجارب إعلامية وتوصيل خلاصاتها للأجيال الشابة، من خلال تدريب العشرات من الصحافيين، على فنيات الإعلام المرئي والمسموع.
ألقى رياض معسعس عدة محاضرات غعلامية في أكثر من جامعة عربية ودولية، إضافة إلى بعض المعاهد الغعلامية المتخصصة
اصدر كتاب يعتبر مرجع في الصحافة المسموعة والمرئية بعنوان (تقنيات الصحافة المسموعة والمرئية)